# Unterpräfektur Iburi

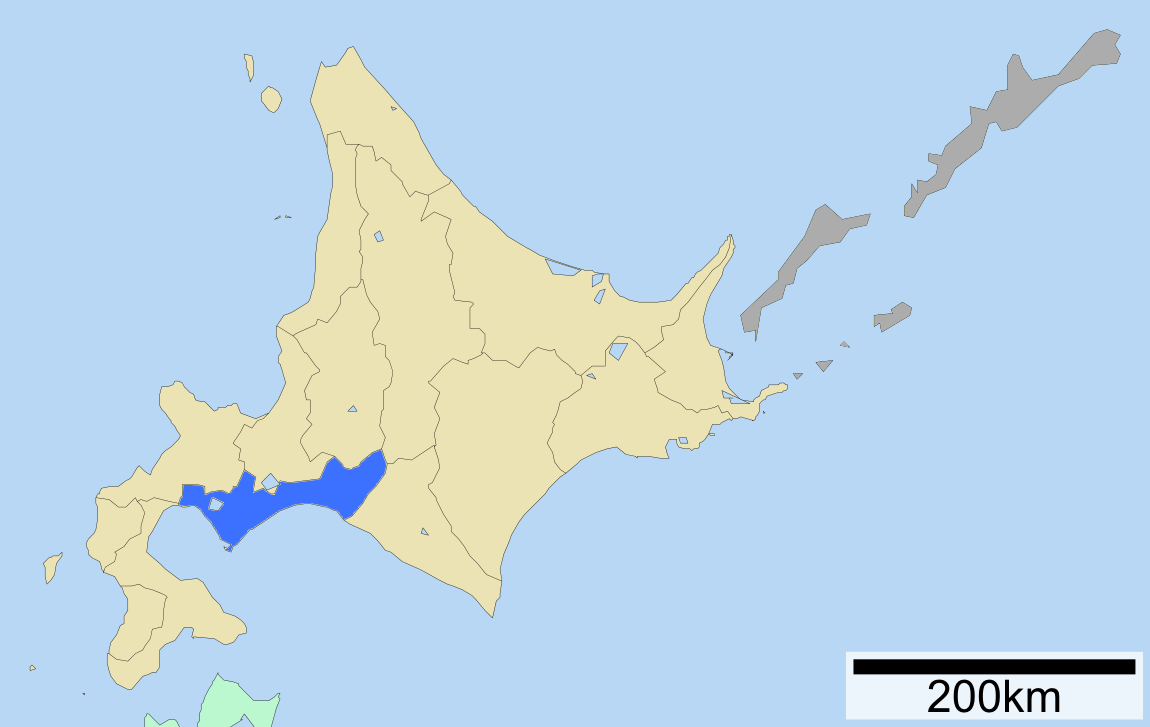
Lage der Unterpräfektur Iburi

Iburi (jap. 胆振総合振興局, Iburi-sōgō-shinkō-kyoku) ist eine Unterpräfektur der Präfektur Hokkaidō. Sie hat eine Fläche von 3.697 km² und eine Einwohnerzahl von 432.578 (Stand: 31. Juli 2007).

## Geschichte
Die Unterpräfektur wurde 1897 unter dem Namen Unterpräfektur Muroran (室蘭支庁, Muroran-shichō) eingerichtet. 1922 erfolgte die Umbenennung in Unterpräfektur Iburi (胆振支庁, Iburi-shichō) den heutigen Namen in Anlehnung an die Provinz Iburi.
Bei der Neugliederung von Hokkaidō zum 1. April 2010 erfolgte die Umbenennung in Iburi-sōgō-shinkō-kyoku.

## Verwaltungsgliederung

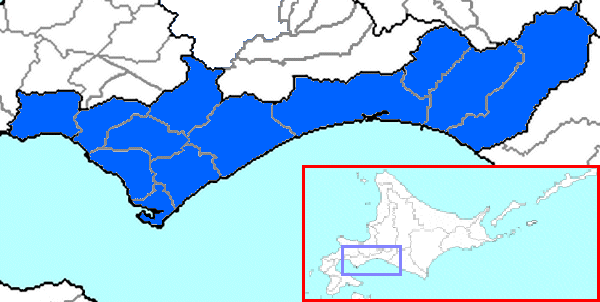
Gemeinden der Unterpräfektur Iburi

### Großstädte (市,shi)
- Sitz der Unterpräfekturverwaltung: Muroran

- Tomakomai
- Noboribetsu
- Date

### Landkreise (郡,gun)
Liste der Landkreise der Unterpräfektur Iburi, sowie deren Städte (町, chō) und Dörfer (村, mura).
- Abuta
  - Toyoura
  - Tōyako
- Usu
  - Sōbetsu
- Shiraoi
  - Shiraoi
- Yūfutsu
  - Abira
  - Atsuma
  - Mukawa

### Neugliederungen
- Am 1. März 2006 wurde das Dorf Ōtaki im Landkreis Usu in die Stadt Date eingemeindet.
- Am 27. März 2006 schlossen sich die Städte Hayakita und Oiwake im Landkreis Yūfutsu zur neuen Stadt Abira zusammen.
- Am 27. März 2006 schlossen sich die Städte Hobetsu und Mukawa im Landkreis Yūfutsu zur neuen Stadt Mukawa zusammen. Die Schreibweise des Stadtnamens wurde dabei auf Hiragana geändert.
- Am 27. März 2006 schlossen sich die Städte Abuta und Tōya im Landkreis Abuta zur neuen Stadt Tōyako zusammen.